# Євреї у Візантії

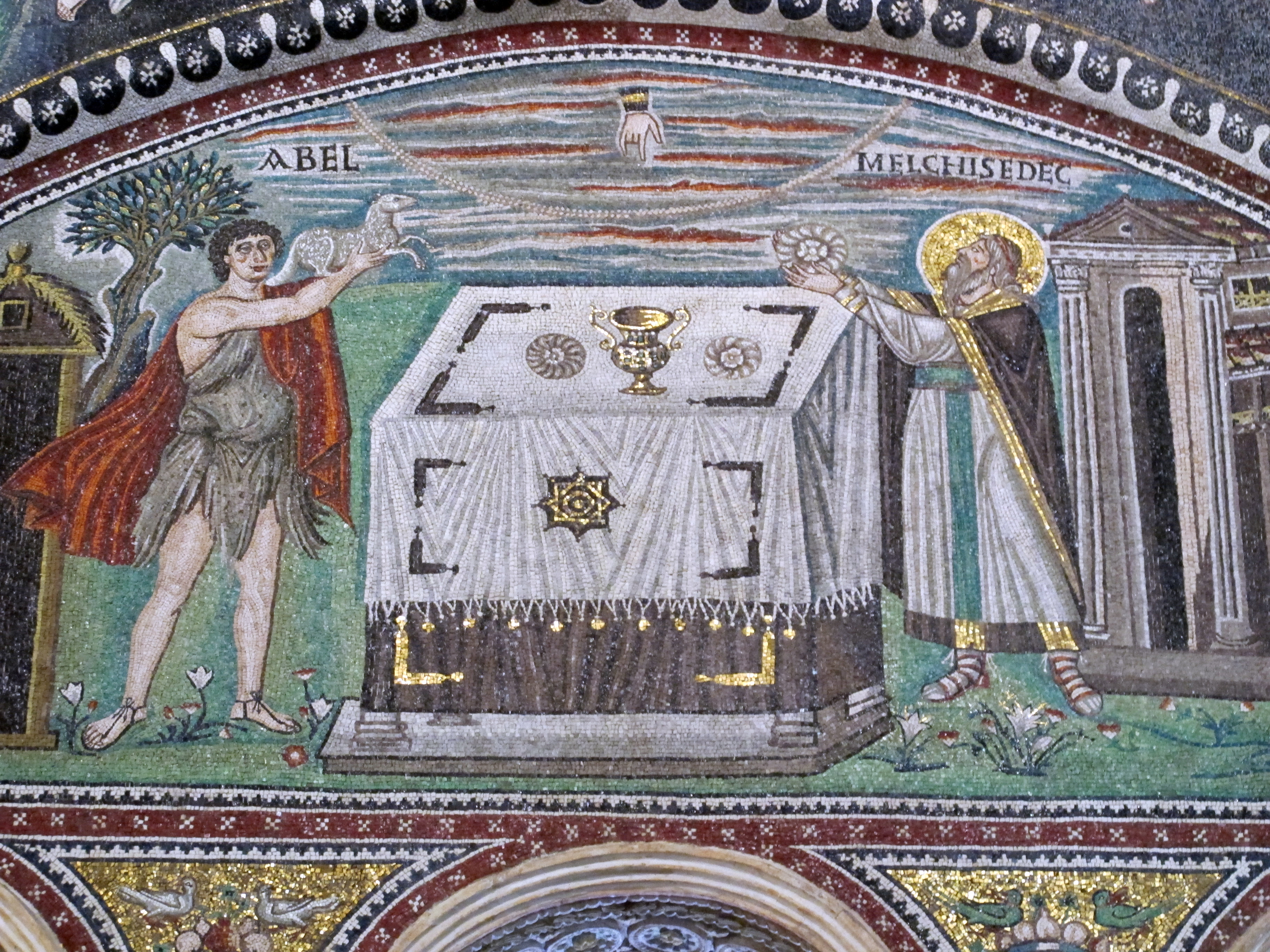
Жертвопринесення Авеля і Мельхіседека, мозаїка в базиліці Сан-Вітале, VI століття. Одяг Мельхіседека, не несучи специфічних рис єврейського костюма, виглядає екзотично з погляду візантійця VI століття

Євреї у Візантії (дав.-гр. Ἰουδαίοι, Ἑβραίοι) становили одну з найбільших і найважливіших етнічних меншин у імперії. До середини VII століття єврейське населення Візантії складалося з двох основних груп — євреїв, які проживали на території Палестини, де за ними визнавали право на автономію під керівництвом власних лідерів на чолі з насі, і євреїв діаспори, що розселилися в багатьох містах імперії, переважно в Греції і Південній Італії.
На підставі даних Веніаміна Тудельського, який здійснив у XII столітті подорож по території імперії, відомо про єврейські общини в багатьох містах Греції, найбільші з яких перебували в Константинополі і Фівах. Основним заняттям євреїв було ремесло і торгівля. З точки зору законодавства, євреї підпадали під низку обмежень: їм було заборонено мати рабів, проповідувати свою віру, займати державні посади і бути присутніми на публічних церемоніях. Відповідно, євреї не були благонадійними громадянами імперії й за нагоди виступали на стороні її зовнішніх ворогів. За Юстиніана I вони підтримували вандалів і остготів, а також взяли участь у повстанні Ніка. На початку VII століття вони прийняли сторону держави Сасанідів і після захоплення Єрусалиму персами в 614 році напали на християн і їхні храми.
Після початку арабських завоювань більша частина євреїв опинилася на території халіфату. Відтоді, особливо за правління імператорів Іраклія I (610—641), Льва III Ісавра (717—741) і Василя I (867—886), посилився законодавчий тиск на євреїв з метою примусити їх прийняти хрещення; загалом ці спроби не були успішними. Зрештою євреям дали спокій, для проживання їм виділили відокремлені квартали. Гоніння на них були не часті, а деякі імператори, наприклад Михайло VIII (1261—1282) і Андронік II (1282—1328), були до них вельми прихильні.

## Формування правового становища євреїв у Візантії

### Юридична термінологія
Законодавча термінологія, яка мала стосунок до євреїв, змінювалася з часом. Еволюція деяких термінів віддзеркалювала загальну тенденцію до переходу на грецьку мову в законодавстві, причому його терміни проникали туди починаючи з правління Юстиніана I (527—565), коли роль латинської мови як державної ще не підлягала сумніву, а грецька мова була лише мовою православ'я, як, наприклад, для позначення народу лат. Iudaei и дав.-гр. Ἑβραίοι, і не була пов'язана зі зміною правового становища євреїв. З іншого боку, увага уряду Римської імперії до ідеологічних питань визначила важливість термінології для позначення ідеологічної основи соціальної та культурної ідентичності єврейського народу. З цією метою використовували, переважно, два слова: лат. religio («релігія») і лат. superstitio («забобони»). Перше з цих визначень мало в правовому контексті позитивні конотації і стосувалося істинних вірувань і невдовзі — лише християнства. У своїх працях класичні юристи використовували обидва слова, і вибір того чи іншого визначали своїми особистими уподобаннями. Якщо, наприклад, стосовно євреїв юрист III століття Геренній Модестін вживає слово religio, то більш ранній Ульпіан вибирав superstitio. До кінця IV століття склалася практика, коли в законах, які сприяли євреям, використовували слово religio, а в законах заборонної спрямованості — superstitio. Починаючи з 416 року застосовували лише термін superstitio .
Починаючи з 390 року євреїв і самаритян законодавство розглядало спільно, не вдаючись у відмінності між ними. У кодексі Феодосія закони, що мають стосунок до євреїв, самаритян і богобоязливих, зібрані в одній главі. Такий же підхід використовувався в VI столітті в Бревіарії Алариха. У законодавстві Юстиніана, однак, становище самаритян було істотно гіршим, ніж євреїв. Законом імператора Граціана 383 року євреїв уперше поставлено в один ряд з язичниками, після чого склалася потрійна формула «євреї, язичники, єретики» .

### Ставлення до юдаїзму

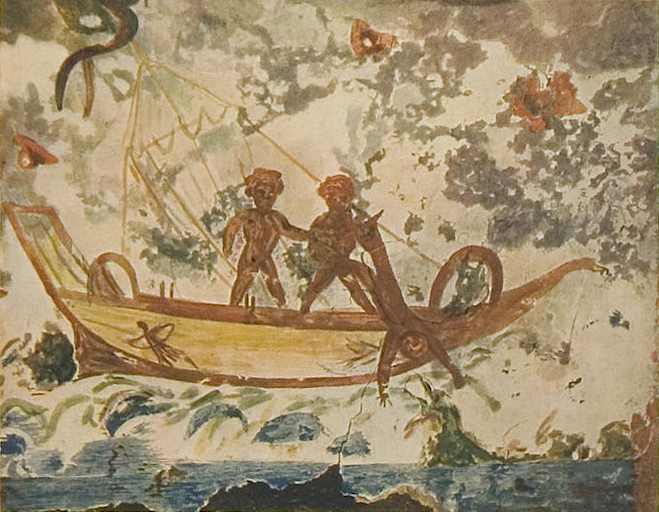
В античній іконографії євреїв зображували як представників інших варварських народів. Сцена кидання пророка Іони в море, Рим, катакомби Прісцилли, III століття

За часів Римської імперії юдаїзм вважався — на відміну від християнства — традиційною, і тому дозволеною (лат. religio licita), релігією. Заборона на проведення обряду обрізання, яку ввели за часів імператора Адріана (117—138), була викликана загальною забороною на кастрацію  (див. Євнухи в Візантії), отож її скасували за Антоніна Пія (138—161). Хоча закони імператорів з династії Северів вимагали від євреїв участі у виконанні куріальних обрядів імператорського культу, роз'яснення юристів Ульпиана і Модестіна уточнюють, що закон звільняв євреїв від тих обрядів, які суперечили їх релігії. З перемогою християнства за імператора Костянтина Великого (306—337) становище євреїв змінилося не відразу, що дослідники пояснюють запозиченням підходів з язичницького періоду і особливим зв'язком між юдаїзмом і християнством. У 393 році юдаїзм, хоча і в негативному контексті, був підтверджений у статусі дозволеної релігії. Питання про обрізання неодноразово порушувалося в законодавстві, підтверджуючи постанови Антоніна Пія, поки остаточно не був зафіксований в Дігестах. У V столітті низкою законів було підтверджено право євреїв на дотримання шаббата і релігійних свят .
Визнання релігії євреїв викликало необхідність визнання їх священиків і це було зроблено в законі 330 року. 392 року Феодосій Великий (379—395) затвердив статус єврейських патріархів як осіб, наділених владою виносити судження щодо своєї релігії (Кодекс Феодосія 16: 8: 8 ). Статус глави Синедріона (насі) спочатку не був визначений, і імператор Юліан (361—363) звертається до насі Хіллеля II як до «брата» (дав.-гр. ἀδελφός) що вказує на високе, хоча і невизначене становище. Із законодавчих джерел починаючи з кінця IV століття відомо, що єврейські патріархи були зараховані до сенатського звання. Останній насі Гамліель VI (бл. 400—425) мав титули illustris і «почесного префекта преторія» (лат. praefecture honoraria) .
Також законами був визначений статус синагог. У 330 році Костянтин Великий визначив єврейських священиків як тих, «хто присвятив себе з повною відданістю синагогам євреїв, патріархам або старійшинам». Імператори Валентиніан I (364—375) і Валент II (364—378) використовували щодо «синагог єврейського закону» термін «релігійне місце» (лат. locus religionis) . Низка законів, виданих між 393 і 423 роками, гарантувала недоторканність синагог, хоча необхідність такого частого видання законів на одну і ту саму тему може свідчити про їх погане виконання. 415 року Феодосій II наказав Гамліелю VI припинити будівництво нових синагог і зруйнувати ті з них, які перебували в ненаселених місцях. У 423 році ця заборона вийшла у вигляді закону, хоча право підтримувати чинні синагоги було збережено. У 535 році Юстиніан I заборонив євреям мати синагоги в Африці, нові не можна було будувати, а старі належало переробити в християнські церкви. Відомо тільки про один випадок застосування на практиці цього закону .

### Правоздатність

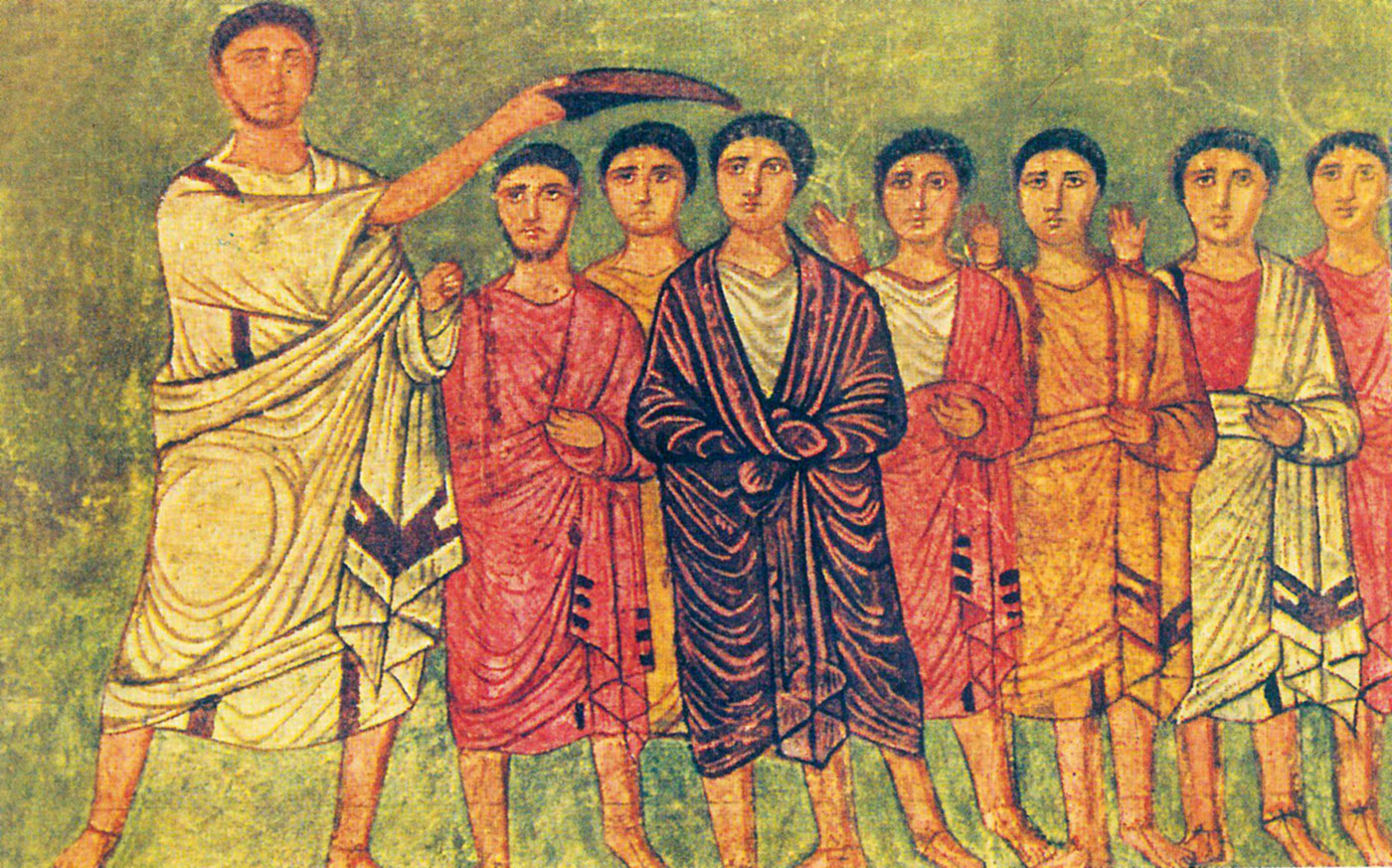
Самуїл помазує Давида на царство, фреска з синагоги в Дура-Европос, середина III століття

У 212 році римське громадянство було даровано всім жителям Римської імперії . З перемогою християнства за часів Костянтина Великого правовий статус релігійних груп визначався їх ставленням до християнства, і поступово язичники і єретики втратили права і цивільний статус. Наскільки можна судити, в II—III століттях євреї були залучені в муніципальне управління в Палестині, що не дивно, враховуючи, що євреї становили там основну масу населення. У той час виконання цих обов'язків було досить вигідним, оскільки євреям не доводилося служити в курії, що означало обтяжливі зобов'язання. Від 321 року становище повністю змінилося, і на євреїв були покладені куріальні обов'язки тією ж мірою, якою вони покладалися і на інші групи населення. Протягом IV століття було видано низку законів, що встановлювали і скасовували винятки з цієї системи для євреїв і їх старійшин. Нарешті, за часів Юстиніана I закріпилося положення, коли євреї були зобов'язані виконувати куріальні обов'язки, «навіть якщо вони будуть гірко стогнати»; при цьому, виконуючи повною мірою обов'язки декуріонів, вони не мали відповідних до цього статусу привілеїв .
До початку V століття право євреїв обіймати посади в системі державного управління не обмежувалося. У 404 році імператор Гонорій (395—423) вигнав з державного апарату євреїв і самаритян, однак з тексту закону неможливо зрозуміти, чи виявилася відтоді державна служба закритою для представників цих народів. У 418 році для євреїв була заборонена служба в таємній поліції, а також придворні посади і служба в армії. У 425 році закон Валентиніана III заборонив євреям займатися юридичною практикою. У 438 році євреям були дозволені деякі нижчі посади. 527 року Юстиніан I критикував чиновників за недостатньо суворе дотримання цих заборон. При ньому всі старі заборони були підтверджені, а закон 527 року дозволив євреям лише посаду taxeota .
Ймовірно, до 398 року євреї користувалися значною автономією в юридичних питаннях. Відтоді встановлено поділ між областями, які належать до «марновірства» і загального права (лат. forum, leges et iura). Крім суду своїх патріархів, євреї повинні були підкорятися звичайним судам (лат. iudicia). Єврейським старійшинам було дозволено розбирати справи, які стосуються релігійних питань, і ті не-релігійні справи, в яких обидві сторони погодилися постати перед єврейським судом; в цьому випадку рішення такого суду розглядалося як рівносильне рішенню арбітражного суду. Закон Феодосія II 415 року явно заборонив суди над християнами в єврейському суді, передавши ці питання провінційним губернаторам . Однак заборона 425 року на ведення юридичної практики не торкнувся власної єврейської судової системи .

### Зміна віри

#### З юдаїзму в християнство
Питанню навернення євреїв у християнство, важливому з точки зору християнської есхатології, присвячено значну кількість законів. Закони Костянтина Великого 329 і 335 років захищали новонавернених від ворожості своїх колишніх одновірців. У 426 році Валентиніан III гарантував новим християнам їх частку в спадщині своїх батьків навіть у разі батьковбивства. Ймовірно, ці пільги призвели до зловживань, оскільки за правління імператорів Аркадія і Гонорія було заборонено хрестити євреїв, обтяжених боргами або тих, які мають проблеми з законом. Тим, хто попри такі обставини все-таки був хрещений, дозволявся зворотний перехід в юдаїзм .
Існувало безліч хрещальних формул, які застосовувалися при хрещенні євреїв і походили від ранньохристиянського апокрифа Клементинам . Всі вони містять твердження про те, що зміна віри не викликана ні страхом, ні бажанням отримати вигоду. Вимога щирості було офіційною церковною політикою від часів Юстиніана I і стала частиною канонічного права на Другому Нікейському соборі 787 року. При цьому, однак, наприкінці VI століття папа Григорій I заохочував євреїв, які проживали на його володіннях, до прийняття християнства тим, що прощав їм частину орендної плати .

#### З християнства в юдаїзм
Звернення християн в юдаїзм неодноразово заборонялося. Його розглядали як тяжкий злочин, і піддавали покаранню як зверненого, так і того, хто його звернув; лікар, який виконав при цьому процедуру обрізання, підлягав смерті. Тяжкість покарання для тих, хто звернувся в юдаїзм, змінювалася з часом: за часів Констанція II це була конфіскація майна, наприкінці IV століття було додано вигнання, а з 438 року покаранням за відпадання від християнства стала смертна кара .
Правове регулювання можливості євреїв володіти рабами-євреями було тісно пов'язане з питанням про навернення не-євреїв у юдаїзм, оскільки згідно з Галахічним законодавством багато обов'язків у домашньому господарстві юдея дозволялося виконувати тільки юдеєві, в результаті чого куплені євреями раби були основним джерелом юдеїв — прозелітів . Уявлення про те, що перебування християн у власності у євреїв абсолютно неприйнятно, призвело до появи низки законів. У 339 році Констанцій II заборонив євреям купівлю рабів іншого віросповідання — християн під страхом смертної кари, інших конфісковували на користь скарбниці . Цю заборону підтвердив у 423 році в Східній імперії Феодосій II (Кодекс Феодосія 16:9:5), однак на Заході імператор Гонорій в 415 році дозволив євреям володіння рабами-християнами за умови збереження їм можливості виконувати християнські обряди . У VI столітті політика щодо куплених не-християнами християн змінилася, і тепер вони підлягали звільненню , при цьому їх власники повинні були сплатити штраф у розмірі 30 фунтів золота; у випадку, якщо правопорушником був єврей, покарання могло бути ще більш важким, аж до страти .

### Міжрелігійні стосунки
Напружені відносини між християнами і євреями стали причиною появи законів, що регулювали стосунки між ними. Хоча вихідною метою цих законів було захистити християн від ворожості євреїв, загальний принцип, покладений в основу цього законодавства, також надавав євреям захист держави від гонінь з боку християн . Прийняті закони захищали християнську релігію від образ з боку євреїв.

## Регіональна специфіка

### Антіохія
Єврейська спільнота Антіохії, що виникла за часів Селевка I Нікатора (III століття до н. е.) , не належала до числа найдавніших і найбільших в імперії, проте вона відіграла важливу роль у релігійному житті цього, одного з найбільших центрів раннього християнства. При Селевкідах і римлянах єврейське населення міста постійно зростало, в тому числі за рахунок полонених, що з'явилися в результаті завоювань Веспасіана і Тита . Від кінця I століття єврейська громада Антіохії перебувала у відносному занепаді, не відчуваючи серйозних потрясінь. Співіснування з християнами в II—III століттях було мирним, відомі спроби помітних теологів антіохійської школи примирити юдаїзм і християнство . Наприкінці IV століття збільшилася кількість християн, які відвідували синагоги. До числа причин цього дослідники відносять уявлення про синагогу як про місце, що більш придатне для вирішення спірних питань і принесення клятв, яке існувало серед жителів Антіохії. Також євреї мали репутацію фахівців з лікування хвороб і вигнання демонів. Привабливість єврейських свят проявилася ще раніше, і вже на Антіохійському соборі 341 року було прийнято рішення проти тих, хто святкує Песах. На Лаодикійському соборі (бл. 360 року) християнам було заборонено жити подібно до євреїв і святкувати шаббат . З цими явищами боровся видатний християнський богослов Іван Золотоустий. Цій проблемі присвячено 8 його проповідей  . Апостольські постанови, які з'явилися приблизно тоді ж, несуть сліди суперечливого ставлення сирійських християн до юдаїзму — анонімний автор цього твору застерігає християн від участі в єврейських урочистостях, проте включає 6 з 7 молитов з молитовника, який використовували в синагогах .
Більш жорстко поставилось до євреїв законодавство на початку V століття, їх становище в Антіохії стало швидко погіршуватися. У 414 році євреї були звинувачені в ритуальному вбивстві в місті Інместар, розташованому недалеко від Антіохії. Як повідомляє історик Сократ Схоластик, «стосовно цього ними і християнами сталася значна сутичка». Після цього синагоги були надовго закриті, а коли імператор Феодосій II вирішив їх відкрити, проти цього рішуче протестував місцевий знаменитий аскет Симеон Стовпник, в результаті чого вони так і залишилися закритими.
Євреї Антіохії активно брали участь у конфліктах партій іподрому. Близько 40 року повідомляється про те, що в результаті зіткнення партій «зелених» і «блакитних» були спалені синагоги. Через свій соціальний стан євреї підтримували партію «блакитних». У 484 році прихильники цієї партії підняли повстання проти імператора Зенона (474—491). Коли заколот був придушений, «зелені» зруйнували синагоги і спалили кістки, які викопали з єврейського кладовища. У 507 році трапилися заворушення, можливо розпочаті євреями, також призвели до численних жертв .
Суперечлива інформація збереглася про найбільше єврейське повстання, яке відбулося в Антіохії наприкінці царювання імператора Фоки (602—610). За версією англійського історика Дж. Б. Б'юрі, коли імператор, який зазнавав поразки, вирішив силою примусити євреїв хреститися, почався заколот . Про роль євреїв у цих подіях повідомляє Феофан Сповідник: «євреї антиохійські … вбили Анастасія великого, патріарха Александрійського, вклали в уста дітородні частини і волочили його серед міста, вбили разом з ним багатьох власників і спалили їх з будинками». Повстання було жорстоко придушене, а євреїв, що залишилися в живих, вигнали з міста . У 611 році місто було захоплене персами. Після цього єврейська громада в місті зникла, і в XII столітті Веніамін Тудельський застав тут лише 10 єврейських родин . Висунуту Дж. Б. Бьюрі теорію, що події 610 року в Антіохії були викликані спробою насильницького хрещення євреїв, піддав сумніву Ю. А. Кулаковський, який критично проаналізував відомості Феофана і прийшов до висновку, що причиною виступу були розбіжності між партіями «блакитних» і «зелених». При цьому він вважає євреїв непричетними до вбивства Анастасія .
Безладами в Сирії й Палестині скористалася Персія. В 614 році перси захопили Єрусалим. Очевидно, євреї сходу Візантії мали якісь зв'язки з Персією — Зу Нувас шукав допомоги від шаха Кавада I, а під час великої пожежі в Антіохії в 540 році, що сталася під час захоплення персами міста, єврейський квартал залишився недоторканим .

### Єгипет
Після Халкідонського собору відомо не дуже багато про життя євреїв в Єгипті. Періодом правління монофізитського патріарха Тимофія (518—536) датована розповідь про чудесне звернення євреїв у християнство. За його наступника Феодосія монофізити вирішували, як їм побудувати собі храм, «щоб не бути як євреї». У першій половині VI століття згадано про якогось єврейського «Софіста» .
У 615—618 роках під час Ірано-візантійської війни 602—628 років перси завоювали Єгипет, і деяка кількість євреїв повернулися туди. Джерело VIII століття наводить розповідь сумнівної достовірності про те, як між 620 і 622 роками ченці Синайського монастиря святого Антонія навернули в християнство євреїв розташованого неподалік містечка Тумай. Ймовірно, євреї в VII столітті не відігравали значної ролі в Єгипті, що випливає з нечисельності папірологічних джерел, проте коли в 641 році араби захопили Олександрію, в документі про здачу міста євреям був присвячений особливий розділ .

### Італія
У період з 476 по 554 рік на Апеннінському півострові існувало королівство остготів. У 535 році Візантія почала серію воєн, що завершилися падінням королівства. У 569 році до Італії вторглися лангобарди, що були основною силою в північній Італії, поки їх не підкорив Карл Великий у 774 році. Територіями на півдні Італії Візантія володіла до кінця XI століття. Відповідно до єврейської традиції, єврейські громади в Італії з'явилися після руйнування імператором Титом Другого Храму в 70 році. Найбільші громади римського періоду перебували в Римі, Остії й Портусі. Єврейські написи II—VI століть знаходять всюди в Італії, але більше їх на півдні і в приморських містах. Написи і Кодекс Феодосія вказують на те, що з євреїв і самаритян були сформовані спеціальні підрозділи у складі лат. corpora naviculariorum, що брали участь у поставці зерна до Рима .
за часів остготів, які взяли за основу свого законодавства Кодекс Феодосія, формальне становище євреїв не відрізнялося від того, яке склалося до середини V століття в Західній Римській імперії та Візантії. Точних відомостей про євреїв в державі Теодоріха Великого (493—526) і його наступників відомо не багато, проте непрямі свідчення дозволяють припустити, що їх фактичне становище відрізнялося в кращу сторону від формального. Так, відомі листи папи Геласія I (492—496) до двох євреїв — Телезина, який мав сенаторське звання vir clarissimus, і єпископа Антонія. Інші листи того ж папи стосуються розслідування питання про те, що якихось єврейських рабовласників звинувачували в наверненні своїх рабів у юдаїзм; папа закликав проявляти розсудливість і обережність у цій справі. Відомий також факт, що між 507 і 511 роками євреї Генуї звернулися до Теодоріха за дозволом полагодити дах у своїй синагозі. Король дав свою згоду, однак застеріг від розширення споруди під страхом свого невдоволення . Близько 510 року стався конфлікт між єврейськими рабовласниками і їх християнськими рабами, в ході якого була спалена синагога. Теодорих в цьому випадку постановив покарати тих, хто зруйнував будівлі. У 525 році стався аналогічний конфлікт у Равенні, і рішенням монарха податки з християн мали бути спрямовані на будівництво нової синагоги замість спаленої . Ймовірно, відмінною від візантійської була думка остготів і про можливість несення євреями військової служби, оскільки, розповідаючи про облогу Неаполя, Прокопій Кесарійський згадує про воїнів-юдеїв.
Після того, як Візантія відвоювала Італію, єврейським громадам в цій частині імперії було дозволено процвітати. Єврейським рабовласникам дозволили мати у власності рабів-християн, синагоги були конфісковані . Наприкінці VI століття, після того як Італія була поділена між Візантією і королівством лангобардів, головною політичною фігурою став папа Григорій I (590—604), чиє ставлення до євреїв було предметом неодноразових досліджень. Значна епістолярна спадщина цього понтифіка є цінним джерелом відомостей в тому числі і про євреїв у Італії. З листів Григорія I відомо, що в той час основні єврейські громади Італії перебували в Террачіні, Луні, Венафрумі та Неаполі в континентальній частині Італії, в Мессіні, Палермо і Агрідженто на Сицилії і в Кальярі на острові Сардинія . Особисте ставлення Григорія до євреїв і юдаїзму, в цілому негативне, але засноване на суворому дотриманні законів Кодексу Феодосія, стало моделлю для ставлення папства до євреїв до кінця його візантійського періоду . Бувши противником насильницького хрещення євреїв, Григорій I проте заохочував інші способи їх звернення до християнства, зокрема за допомогою заходів економічного примусу на землях, які належали церкві. Після смерті Григорія I в 604 році протягом більш як двох століть немає жодних джерел з історії євреїв в Італії. Про реалізацію в Італії ініціативи імператора Іраклія I щодо хрещення євреїв у 632 році, яка, можливо, була частиною ширшого руху проти євреїв на Заході, розпочатого в королівстві Вестготів за часів короля Сисебута (612—621), нічого не відомо . Після Трулльського собору 691—692 років папи прийняли кілька рішень, спрямованих на обмеження спілкування християн і євреїв, однак це не призвело до суттєвих змін  .
За імператора Лева III Ісавра (711—741) більшу частину візантійських володінь в Італії було втрачено і повернуто лише за Василя I Македонянина. Про гоніння на євреїв за цього імператора в Італії повідомляє франкський монах Аукслій Неаполітанський. У 871—876 роках Василь вів боротьбу в Італії проти імператора Заходу Людовика II, і в контексті цих подій джерела повідомляють про заворушення серед єврейського населення міст південної Італії . Наприкінці царювання імператора Романа I в ході короткочасних репресій в місті Барі були спалені священні книги, в Отранто сувої встигли врятувати, але постраждали кілька рабинів, з Орії велика частина громади втекла . У 1051 році за наказом катепана Аргіра був спалений єврейський квартал у Барі . Близько 1066 повідомляється про звернення в юдаїзм архієпископа Барі Андреаса II, який, залишивши свої обов'язки, вирушив до Константинополя і там пройшов процедуру обрізання  .

### Константинополь

Карта Константинополя у візантійський період

Про те, що євреї проживали в розташованому на схід від собору Святої Софії кварталі Халкопратея (дав.-гр. Χαλκοπρατεῖα, «мідний ринок») за царювання Костянтина Великого, відомо зі збірки хронік Patria Konstantinupoleos. Згідно з тим самим джерелом, імператор Феодосій II, що повернувся в 443 році з Малій Азії, з обуренням виявив, що за його відсутності й попри неодноразові заборонні закони, євреї побудували в місті синагогу. Інших відомостей цього періоду немає, і невідомо, коли євреї з'явилися в Константинополі й чи жили вони в інших його кварталах. Очевидно, що Константинополь, як столиця імперії, мав високу привабливістю для мігрантів, однак деталі міграційних процесів відомі погано. Деяка інформація на цю тему міститься в датованому 634 роком памфлеті «Вчення новохрещеного Якова». Герой цього твору, Яків, молодою людиною в 602 або 603 році покинув Антіохію Птолемаїду в Палестині заради Константинополя, де прожив кілька років. Потім він повернувся до столиці у віці близько сорока років і через якийсь час пішов служити до багатого грецького торговця, який займався нелегальним експортом шовку. Близько 632 року Яків здійснив за дорученням господаря річну торгову подорож в Африку. Наймач забезпечив його спеціальним листом, щоб Якова не заарештували і не прийняли за єврея, що вказує на період гоніння Іраклія. Ця історія демонструє багатство і привабливість Константинополя, а також широкий географічний діапазон шляхів міграції євреїв . Як позначилися на демографічних показниках гоніння Іраклія, Льва III, Василя I і Льва VI, невідомо, але передбачають, що в столиці гоніння проводилися з особливою суворістю. Відомо, що гоніння Василя I наприкінці IX століття і Романа I близько 930 року призвели до досить масового переселення євреїв у Хозарію . Хроніка Бар-Ебрео від 1044 розповідає, що «багато прибулих, вірмен, арабів і євреїв» влаштували в місті заворушення і імператор Костянтин IX наказав вигнати з міста всіх, хто оселився в столиці за попередні 30 років. При цьому не вказується, що за міграція почалася до Константинополя близько 1014, хоча названі етнічні групи можуть вказувати на Сирію як її джерело. Ці події призвели до переселення євреїв з меж міських стін у розташовану за Золотим Рогом Перу . Тоді вона являла собою напів-сільське передмістя, тісно забудоване дерев'яними будинками, про що можна судити з пожежі в липні 1203, що почалася після штурму міста хрестоносцями і швидко поширилась .
Від початку XI століття відомо про появу в Константинополі громади караїмів, єврейської секти, що була в конфлікті з прихильниками «нормативного юдаїзму» — раввіністами. Попри те, що стосунки між цими конфесіями були дуже напруженими, візантійське законодавство відмінностей між ними не знаходило, і в цілому їх економічне і соціальне становище нічим не відрізнялося . З документів Каїрської генизи відомо про караїмського богослова Товію бен-Мойсея, який близько 1040 вирушив з Константинополя до Єрусалима, де навчався у відомого екзегета Ієшуа бен Юди.

### Первинні джерела
- John of Ephesus.  / Trans. by R. Payne Smith. — 1860. Архівовано з джерела 20 червня 2010
- Книга мандрів рабі Веніаміна блаженної памяти [Архівовано 10 березня 2011 у Wayback Machine.]

### Дослідження
англійською мовою
- Ankori Z. Karaites in Byzantium: The Formative Years, 970-1100. — New York : AMS Press, 1959. — 546 p.
- Avi-Yohan M. The Economics of Byzantine Palestine // Israel Exploration Journal. — 1958. — № 1. — С. 39-51. Архівовано з джерела 22 грудня 2015. Процитовано 9 квітня 2015.
- Bachrach BS. Early Medieval Jewish Policy in Western Europe. — Minneapolis : University of Minnesota Press, 1977. — 213 p. — ISBN 0-8166-0814-8.
- Bar D. Population, Settlement and Economy in Late Roman and Byzantine Palestine (70-641 AD) // Bulletin of the School of Oriental and African Studies. — University of London, 2004. — № 3. — С. 307-320. Архівовано з джерела 22 грудня 2015. Процитовано 9 квітня 2015.
- Boddens Hosang FJE. Establishing Boundaries. Christian-Jewish Relations in Early Council Texts and the Writings of Church Fathers. — Leiden : BRILL, 2010. — 201 p. — ISBN 978 90 04 18255 4.
- Bowman S. The Jews of Byzantium 1204-1453. — 1985. — 380 p. — ISBN 0-8197-0703-1.
- Bury JB.  — Т. II. — 579 p. Архівовано з джерела 3 липня 2007
- Збірник статей. Id = 4DNz3y7Wep4C Jews in Byzantium: Dialectics of Minority and Majority Cultures / Robert Bonfil, Oded Irshai, Guy G. Stroumsa and Rina Talgam (eds). — Leiden : BRILL, 2012. — 1010 p. — ISBN 978 90 04 20 355 6. Архівовано з джерела 13 жовтня 2015
  - Bowman S. Survival in Decline: Romaniote Jewry post-1204. — 2012. — С. 101-132.
  - Falkenhausen V. The Jews in Byzantine Southern Italy. — 2012. — С. 271-297.
- Brewer C. The Status of the Jews in Roman Legislation: the Reign of Justinian 527-565 CE // European Judaism: A Journal for the New Europe. — 2005. — № 2. — С. 127-139. Архівовано з джерела 22 грудня 2015. Процитовано 9 квітня 2015.
- Charanis P. The Jews in the Byzantine Empire under the First Palaeologi. — Т. 22, № 1.
- Feldman LH. Jew and Gentile in the Ancient World. — Princeton Unversity Press, 1993. — 679 p. — ISBN 0-691-07416-X.
- Holo J. Byzantine Jewry in the Mediterranean Economy. — Cambridge University Press, 2009. — 285 p. — ISBN 978-0-521-85633-1.
- Horst P. Id = Dw_VdLj0-7AC Jews and Christians in Antioch at the End of the Fourth Century // Christian-Jewish Relations through the Centuries. — Sheffield : Sheffield Academic Press, 2000. — С. 228-238. — ISBN 9781841270906. Архівовано з джерела 8 квітня 2015. Процитовано 9 квітня 2015.
- Jacoby D. The Jews of Constantinople and their Demographic Hinterland // Constantinople and its Hinterland. Papers from the Twenty-seventh Spring Symposium of Byzantine Studies, Oxford, April 1993. — Aldershot, 1995. — С. 221-232.
- Jacoby D. The Jewish Community of Constantinople from the Komnenan to the Palailogan Period. — 1998. — Вип. 2. — С. 31-40.
- Kaegi WE.  — 2003. — 359 p. — ISBN 0514 81459 6. Архівовано з джерела 17 грудня 2014
- Katz S. Pope Gregory the Great and the Jews // The Jewish Quarterly Review. — № 2. — С. 113-136. Архівовано з джерела 22 грудня 2015. Процитовано 9 квітня 2015.
- Kraeling CH. The Jewish Community at Antioch // Journal of Biblical Literature. — 1932. — № 2. — С. 130-160.
- Levine L. The Ancient Synagogue: The First Thousand Years. — Yale University Press, 2000. — 768 p. — ISBN 978-0-300-12900-7.
- Linder A. The Jews in Roman Imperial Legislation. — 1987. — 436 p. — ISBN 0-8143-1809-6.
- Revel-Neher E. The Image of the Jew in Byzantine Art. — Pergamon Press, 1992. — 197 p. — ISBN 0-08-040655-6.
- Schwartz S. Imperialism and Jewish Society: 200 BCE to 640 CE. — 2001. — 320 p. — ISBN 0-691-08850-0.
- Sharf A. Byzantine Jewry from Justinian to the Fourth Crusade. — New York : Routledge, 1971. — 239 p. — ISBN 0 7100 6831 X.
- Seaver JE. Persecution of the Jews in the Roman Empire (300-438). — Lawrence : University of Kansas Publications, 1952. — 101 p.
- Smallwood EM. The Jews under Roman Rule. From Pompey to Diocletian. — Leiden : BRILL, 1976. — 595 p. — ISBN 9 00 40 449 14.
- Starr J. Jewish Life in Crete Under the Rule of Venice // Proceedings of the American Academy for Jewish Research. — 1942. — С. 59-114.
- Starr J. Romania: The Jewries of the Levant after the Fourth Crusade. — 1949. — 123 p.
- Stroumsa GG. Religious Contacts in Byzantine Palestine. — Т. 36.
- Toch M.  — Т. LVI. — 373 p. — (Études sur le Judaïsme Médiéval) — ISBN 978 90 04 23539 7. Архівовано з джерела 17 грудня 2014

французькою мовою
- Dagron G., Déroche V. Juifs et chrétiens en Orient byzantin. — ACHCByz, 2010. — 524 p. — (Bilans de recherche) — ISBN 978-2-916716- 21-3.
- Déroche V. Polémique anti-judaïque et émergence de l'Islam (7e-8e siècles). — 1999. — С. 141-161.
- Juster J. Les Juifs dans l'Empire romain: leur condition juridique, économique et sociale. — Т. I. — 510 p.
- Juster J. Les Juifs dans l'Empire romain: leur condition juridique, économique et sociale. — Т. II. — 338 p.

російською мовою
- Геростергіос А. Юстиніан Великий - імператор і святий. — Москва : Изд-во Стрітенського монастиря, 2010. — 448 с.
- Грушевий А. Г. Юдеї та юдаїзм в історії Римської республіки і Римської імперії. — Факультет філології та мистецтв СПбДУ, 2008. — 484 с. — ISBN 978-5-8465- 0728-9.
- Кулаковський Ю. А.  // Візантійський літопис. — 1914. — С. 1 -14.
- Попов Н. Імператор Лев VI Мудрий і його царювання в церковно-історичному відношенні. — М. — 304 с.
- Сюзюмов М. Я. . — Т. IX.
- Троянос С. Новели Льва VI і правове життя Православної Церкви // XVIII Щорічна богословська конференція Православного Свято-Тихонівського гуманітарного університету. Т. I. Матеріали. — М., 2008. — С. 127-135. Архівовано з джерела 19 вересня 2015. Процитовано 9 квітня 2015.
- Удальцова З. В. . — М., 1964. — С. 3-31.
- Хазанов А. Євреї в ранньосередньовічної Візантії. — 1994. — № 1 (5). — С. 4-34. Архівовано з джерела 12 березня 2016. Процитовано 9 квітня 2015.